# Unterseeboot 746
L'Unterseeboot 746 ou U-746 est un sous-marin allemand (U-Boot) de type VIIC utilisé par la Kriegsmarine pendant la Seconde Guerre mondiale.
Le sous-marin fut commandé le 5 juin 1941 à Dantzig (Schichau-Werke), sa quille fut posée le 15 juillet 1942, il fut lancé le 16 avril 1943, et mis en service le 4 juillet 1943, sous le commandement du Teniente di Vascello italien Augusto Biagiani.
L'U-746 n'effectua aucune patrouille, par conséquent il n'endommagea ou ne coula aucun navire.
Il fut sabordé en mai 1945.

## Conception
Unterseeboot type VII, l'U-746 avait un déplacement de 769 tonnes en surface et 871 tonnes en plongée. Il avait une longueur totale de 67,10 m, un maître-bau de 6,20 m, une hauteur de 9,60 m et un tirant d'eau de 4,74 m. Le sous-marin était propulsé par deux hélices de 1,23 m, deux moteurs diesel Germaniawerft M6V 40/46 de 6 cylindres en ligne de 1 400 cv à 470 tr/min, produisant un total de 2 060 à 2 350 kW en surface et de deux moteurs électriques AEG GU 460/8–27 de 375 cv à 295 tr/min, produisant un total 550 kW, en plongée. Le sous-marin avait une vitesse en surface de 17,7 nœuds (32,8 km/h) et une vitesse de 7,6 nœuds (14,1 km/h) en plongée. Immergé, il avait un rayon d'action de 80 milles marins (150 km) à 4 nœuds (7,4 km/h; 4,6 milles par heure) et pouvait atteindre une profondeur de 230 m. En surface son rayon d'action était de 8 500 milles nautiques (soit 15 700 km) à 10 nœuds (19 km/h).
 L'U-746 était équipé de cinq tubes lance-torpilles de 53,3 cm (quatre montés à l'avant et un à l'arrière) qui contenait quatorze torpilles. Il était équipé d'un canon de 8,8 cm SK C/35 (220 coups) et d'un canon antiaérien de 20 mm Flak. Il pouvait transporter 26 mines TMA ou 39 mines TMB. Son équipage comprenait 4 officiers et 40 à 56 sous-mariniers.

## Historique
Il reçut sa formation de base au sein de la 8. Unterseebootsflottille jusqu'au 8 septembre 1943. À partir du 30 septembre, il fut affecté comme navire école et opéra dans la 21. Unterseebootsflottille puis dans la 31. Unterseebootsflottille comme formation d'entrainement.
L'U-746 est prévu pour être prêté à la Regia Marina en échange des sous-marins italiens basés à Bordeaux.
Il est immatriculé S2, le 4 juillet 1943.
Le 10 septembre 1943, après l'Armistice de l'Italie, la Kriegsmarine le récupère, à Gotenhafen.
Le 2 mai 1945, il reçoit l'ordre de se diriger vers la Norvège, avec tous les U-Boots opérationnels.
Il est attaqué le 4 mai 1945, lors du transit, par un avion du XXIX TAC (Tactical Air Command). Il est endommagé et un homme de l'équipage est tué. 
Le 5 mai 1945, il est sabordé dans la Baie de Gelting (en) à la position géographique 54° 48′ N, 9° 49′ E, suivant les ordres de l'amiral Karl Dönitz (Opération Regenbogen).
Il est démoli en 1948.

## Affectations
- 8. Unterseebootsflottille du 4 juillet 1943 au 8 septembre 1943 (Période de formation).
- 21. Unterseebootsflottille du 30 septembre 1943 au 28 février 1945 (Navire-école).
- 31. Unterseebootsflottille du 1er mars 1945 au 5 mai 1945 (Période de formation).

## Commandement
- Teniente di Vascello Augusto Biagiani du 4 juillet 1943 au 6 septembre 1943.
- Leutnant zur See Herbert Kaschke du 16 septembre 1943 au 4 janvier 1944.
- Oberleutnant zur See Ernst Lottner du 5 janvier 1944 au 5 mai 1945.